# 劉恭冕
劉恭冕（1824年—1883年），字叔俛，号勉斋，江蘇宝应人，清代學者，揚州學派代表人物之一。

## 生平
道光四年（1824年）出生，經學家劉寶楠次子，自小受業於其父。十七岁時随父游宦。有小学功底。光绪五年举人。曾校李贻德的《春秋贾服注辑述》，補正百餘條。並續成其父遺作《论语正义》。刘恭冕在讲学湖北时，曾受聘纂修《沔阳州志》、《黄州府志》、《汉阳府志》、《黄冈县志》等。光緒九年（1883年），以風疾卒於家。另著有《论语正义补》、《何休论语注训述》等。